# Dave Gibbons
Dave Gibbons   (Londres, 14 d'abril de 1949) (nascut a Londres, Anglaterra) és un artista i escriptor anglès conegut principalment per haver dibuixat el còmic Watchmen.
Va començar la seva carrera el 1973, contribuent amb el còmic 2000 AD. Des de llavors ha treballat per a les grans editorials dels Estats Units i Gran Bretanya. El seu treball va ser i continua sent publicat en tot el món.
Ha dibuixat còmics de personatges com Batman, Superman, Dr. Who, Dan Dare i altres. El 1982 va començar a dibuixar la sèrie de Llanterna Verda. Però no va ser fins que va col·laborar amb Alan Moore a la famosa sèrie de Watchmen per a l'editorial DC Comics entre els anys 1986 i 1987, que se'l va conèixer formalment, i per la que va obtenir un Premio Hugo en la categoria d'Altres Formes junt a l'escriptor Alan Moore. Va continuar guanyant premis amb treballs com: la saga de Martha Washington al costat de Frank Miller; escrivint Batman vs. Depredador (1992), il·lustrat per Andy Kubert; World's Finest (1990) il·lustrat per Steve Rude i recentment va col·laborar amb Stan Lee en la sèrie DC's Just Imagine amb Llanterna Verda.

## Biografia essencial

### IPC Comics
Va entrar al negoci del còmic treballant per a les empreses britàniques IPC Comics i DC Thomson dibuixant per a ambdues títols de terror i acció. Va ser director artístic per a la sèrie 2000 AD. Un any després va començar amb les il·lustracions de Dan Dare, de la que sempre havia sigut admirador.
En aquella època era conegut sobretot per haver dibuixat per a IPC el còmic Tornado.

### DC Comics: 1980-1990
El 1982 va ser descobert per Len Wein i contractat per a dibuixar al personatge de Llanterna Verda de DC.
És més conegut pel seu treball com a dibuixant junt amb Alan Moore en la sèrie limitada Watchmen, una de les novel·les gràfiques més venudes de tots els temps. Cal destacar del seu treball en aquesta sèrie la seva habilitat de dividir una pàgina en nou panells i la seva narració apassionada i densitat simbòlica (els elements simbòlics els va suggerir Alan i altres els va integrar Gibbons).

### Treballs recents
El seu treball més recent és la novel·la gràfica en blanc i negre coneguda com The Originals la qual va escriure i dibuixar. Aquest treball se situa en un futur pròxim però amb un toc dels anys 1960.
Els treballs recents per a l'editorial DC inclouen, la sèrie limitada de 6 números Rann-Thanagar War i Green Lantern Corps|Green Lantern Corps: Recharge. A més, va ser el dibuixant de la portada del còmic Albion i escriptor de l'spin-off Thunderbolt Jaxon del mateix còmic (Albion), i en el qual hi contribueix John Higgins.

### Videojocs
Va treballar en el joc Broken Sword:Shadow of the Templars, fent els moviments facials nous. També va ser productor i dibuixant de "Beneath a Steel Sky".

## Premis

### Jack Kirby
| Any  | Categoria                                      | Còmic                | Resultat  |
| ---- | ---------------------------------------------- | -------------------- | --------- |
| 1986 | Millor Número Individual                       | Superman N° 11       | Nominat   |
| 1987 | Millor Finite Serie                            | Watchmen             | Guanyador |
| 1987 | Nova Serie                                     | Watchmen             | Guanyador |
| 1987 | Millor Artista/Escriptor (Individual o grupal) | Watchmen             | Guanyador |
| 1987 | Millor Número Individual                       | Watchmen N° 1 i N° 2 | Nominat   |

### Will Eisner Comic Industries
| Any  | Categoria                       | Còmic                                  | Resultat  |
| ---- | ------------------------------- | -------------------------------------- | --------- |
| 1988 | Millor Artista/Escriptor        | Watchmen                               | Guanyador |
| 1988 | Millor Dibuixant (Llapis/Tinta) | Martha Washington Saves the World N° 1 | Nominat   |

### Hugo
| Any  | Categoria     | Còmic    | Resultat  |
| ---- | ------------- | -------- | --------- |
| 1988 | Altres Formes | Watchmen | Guanyador |

## Cal·ligrafia
La seva lletra cal·ligrafiada per als textos dels globus en el còmic Watchmen va servir de referència, juntament amb la lletra de John Costanza per un còmic de Batman, al dissenyador de Microsoft Vincent Connare per a la creació de la família tipogràfica Comic Sans el 1994.